# Friedrich Willy Teutloff
Friedrich Willy Teutloff (* 3. April 1903; † 15. Mai 1992) war ein Berliner Modeunternehmer und Gründer der Modefirma Bräuning & Co. Er gründete und leitete die Modefirma Bräuning & Co von 1932 bis 1970.

## Werdegang
Er wurde 1903 in Berlin-Moabit geboren und wuchs mit seiner Mutter Emma und der älteren Schwester Illa in einfachen Verhältnissen auf. Seit dem sechsten Lebensjahr sorgte er mit für den Unterhalt der Familie. Wilhelm lieferte u. a. Wäsche mit Handwagen und Rollschuhen aus und trat über zehn Jahre regelmäßig als Kleindarsteller am Königlichen Schauspielhaus auf. Nach einem kurzen Umweg über die Landwirtschaft fand er durch Kontakte eine Anstellung in der Konfektion.

## Modeunternehmen Bräuning & Co

### Firmengründung in Berlin
1932 machte sich Wilhelm Teutloff mit einem Darlehen von 20.000 Reichsmark in der Damenkonfektion selbständig. Er gründete die Firma Bräuning & Co, benannt nach seiner ersten großen Liebe Lina Bräuning. Erster Firmensitz wurde die Kronenstraße 33, dicht am Hausvogteiplatz, dem früheren Berliner Konfektionszentrum. In den Anfangsjahren halfen Schwester und Freunde, unter anderem auch der Kabarettist Werner Finck. Produziert wurden Mäntel und Kostüme aus Gabardine in sieben Farben bis zur Größe 48. 1935 heiratete er Emma Lohmeyer. Drei Jahre später wurde der Sohn Lutz geboren (* 27. April 1938, † 14. August 2017).

### Das Unternehmen während der Kriegszeit
Während des Zweiten Weltkrieges stellte Bräuning & Co Kostüme und Mäntel für Stabshelferinnen der Wehrmacht her. Mit dem politischen und wirtschaftlichen Zusammenbruch zum Kriegsende wurde das gesamte Betriebsvermögen in der Kronenstraße durch die sowjetische Militärverwaltung beschlagnahmt. Dazu gehörten auch die Warenlager in Stargard und Liegnitz, sowie alle Waren, die sich zu dieser Zeit auf Transporten von Thüringen, Mecklenburg, Brandenburg und der Lausitz befanden.

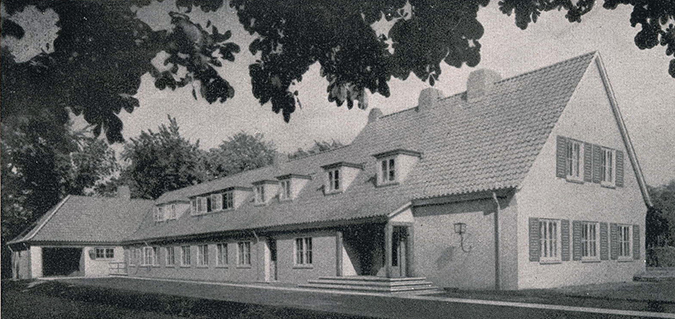
Wohnhaus und Fabrikationsräume Firma Bräuning & Co, 1950er Jahre

### Neugründung in Hamburg
Trotz der großen Verluste erfolgte bereits 1946 eine Neugründung von Bräuning & Co mit Firmensitz in Hamburg. Auf Grund des Rohstoffmangels in den Nachkriegsjahren wurden anfangs Lumpen verwertet und in den Fabrikationsräumen in Hamburg/Wentorf weiterverarbeitet. In der Folgezeit ergaben sich wesentliche private Veränderungen. 1948 heiratete er seine zweite Frau, Irene Lingnau, 1950 wurde die Tochter Gabriele geboren. Irene Teutloff war zunächst persönlich haftende Gesellschafterin und arbeitete bis 1959 in verschiedenen Funktionen im Unternehmen, unter anderem auch als Mannequin.

### Die Igedo in Düsseldorf
Der Erfolg einer Kollektion entschied sich jedes Jahr im Frühjahr und im Herbst auf der sogenannten „Durchreise“ und auf der Modemesse Igedo (InteressenGEmeinschaft DamenOberbekleidung) in Düsseldorf. Bräuning & Co gehörte zu den 24 Firmen, die 1949 die Igedo gründeten. Sie sollte auf Grund der damals isolierten Lage West-Berlins an die große Tradition des Hausvogteiplatzes in Berlin anknüpfen.

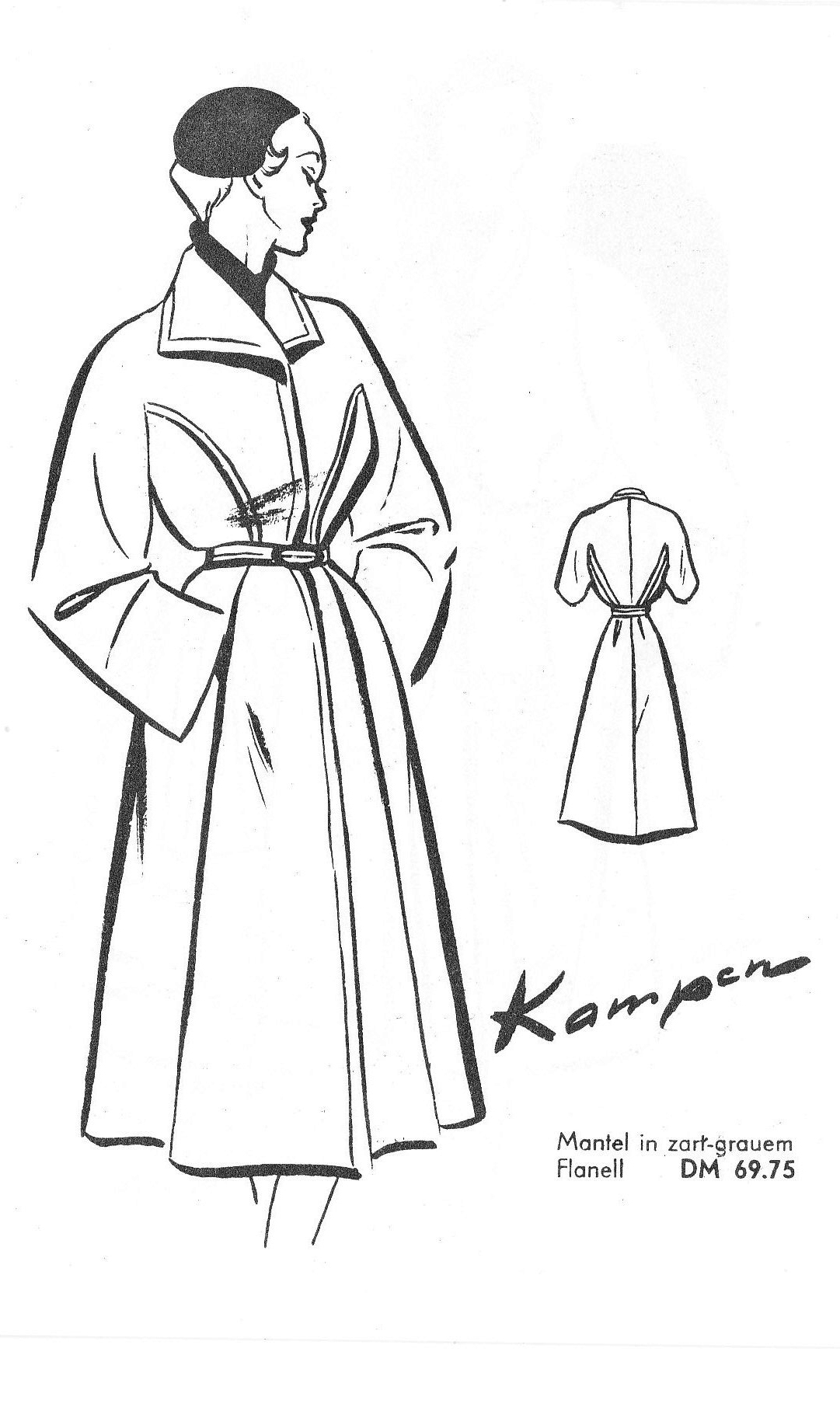
Modezeichnung: Modell Kampen, 1960er Jahre
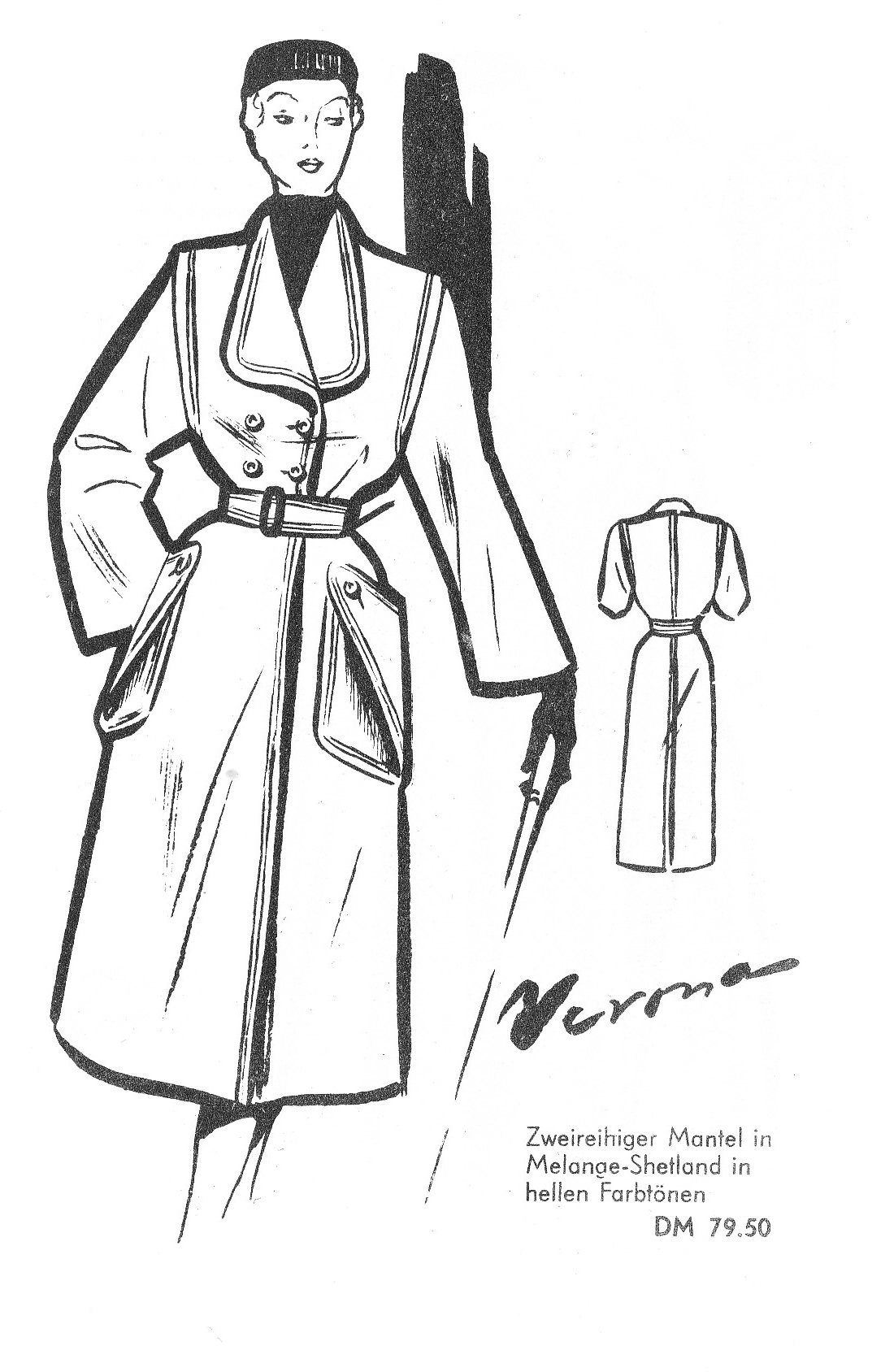
Modezeichnung: Modell Verona, 1960er Jahre
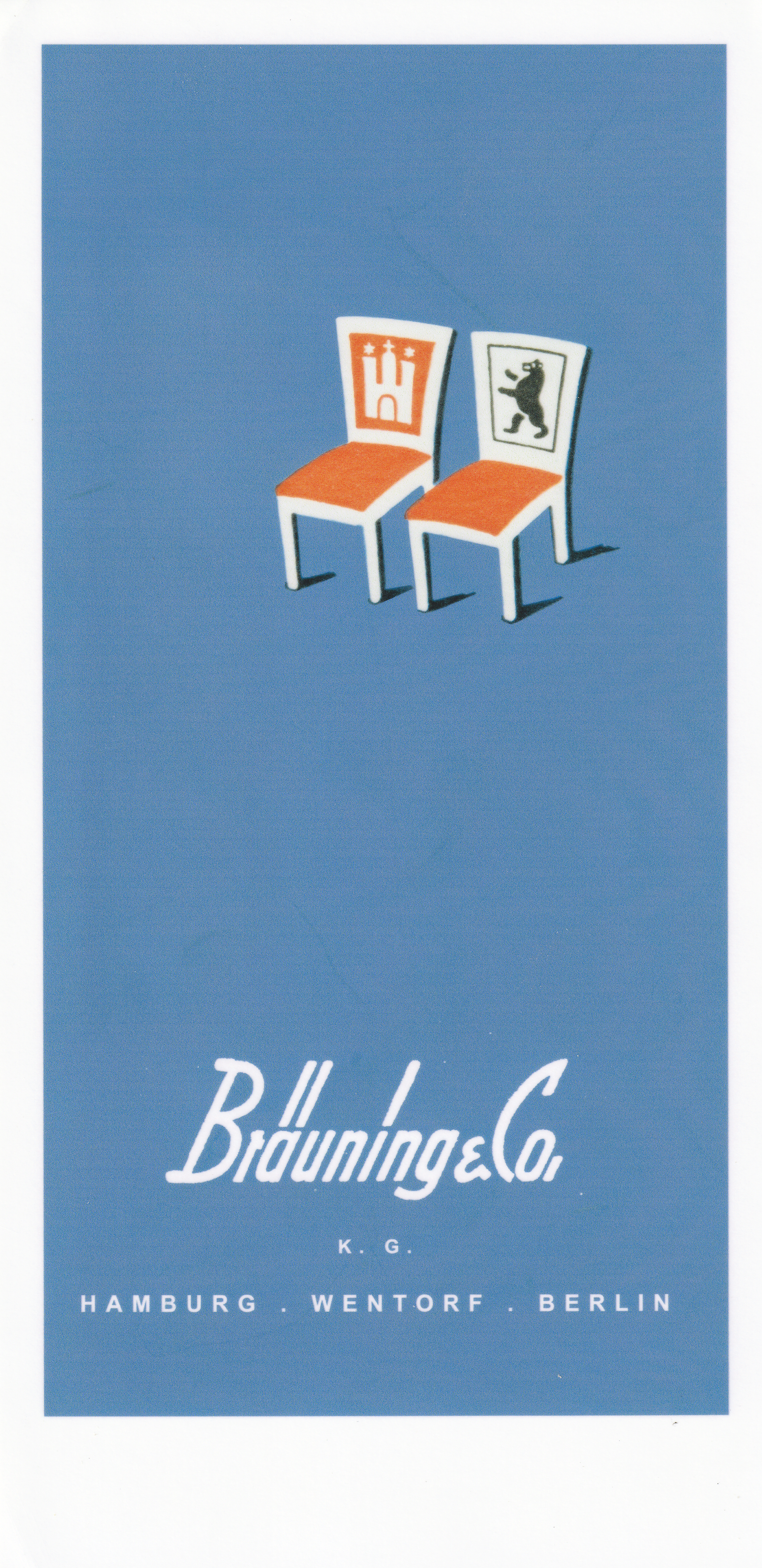
Flyer: Bräuning & Co, 1950er Jahre
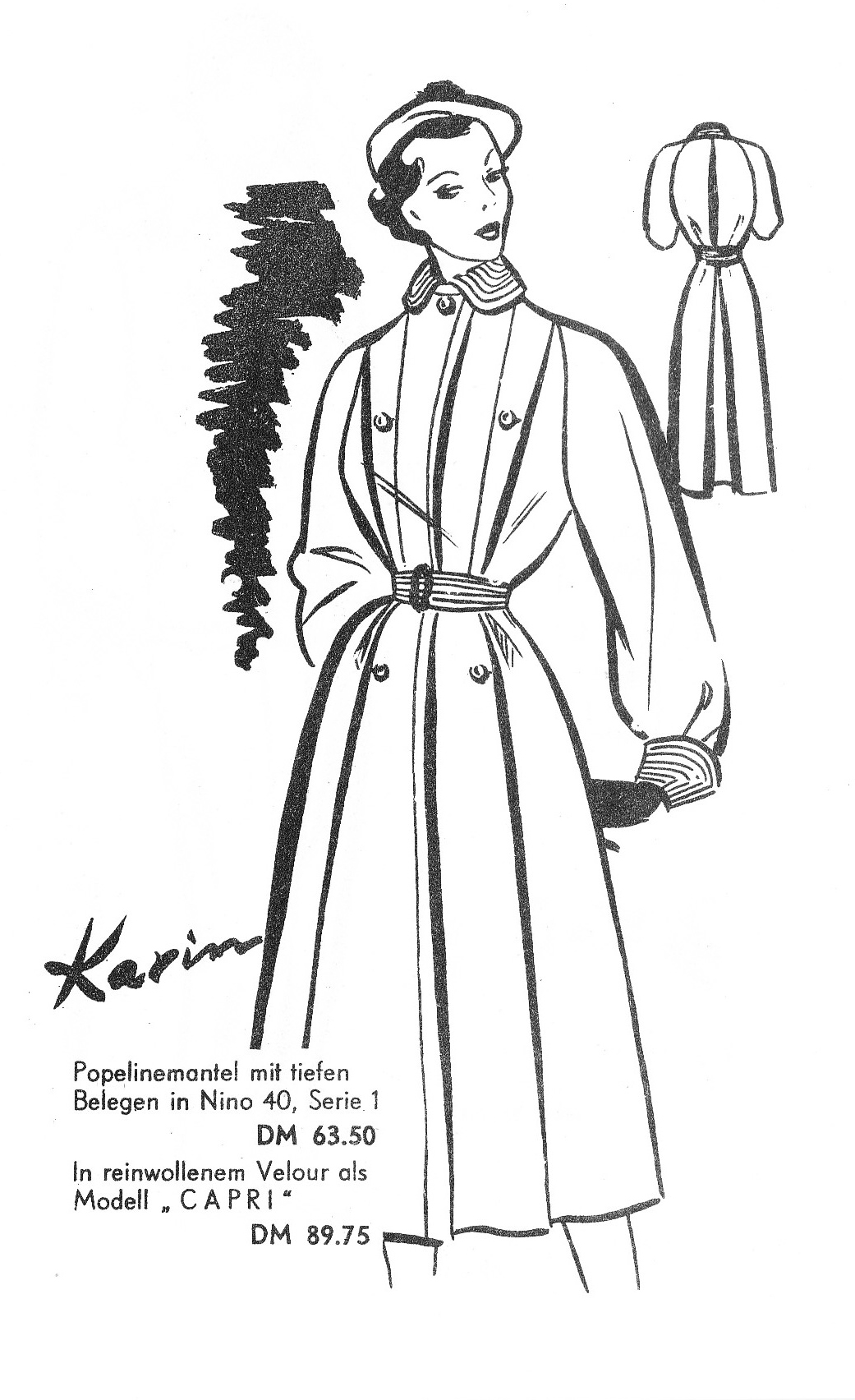
Modezeichnung: Modell Karin, 1960er Jahre
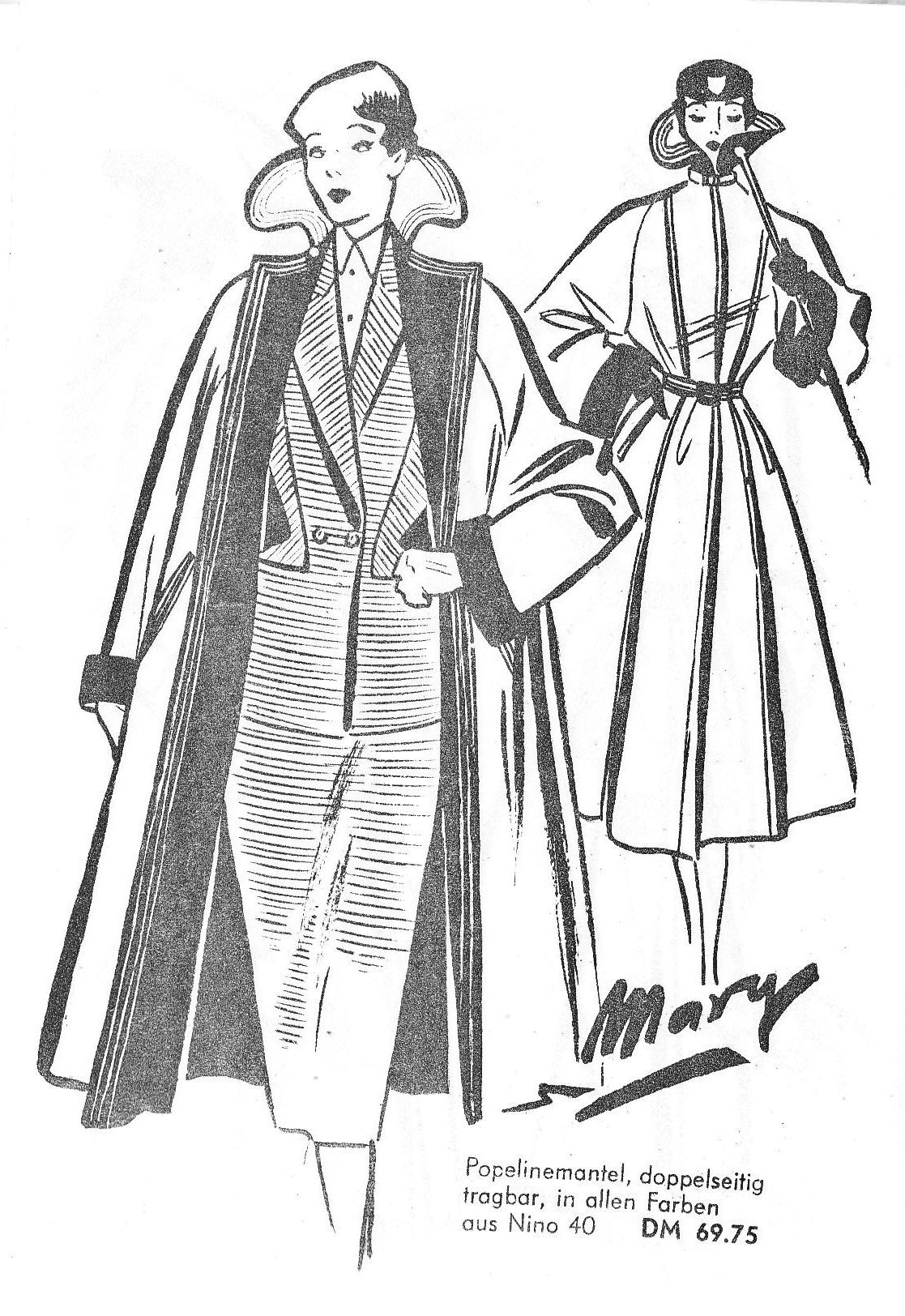
Modezeichnung: Modell Mary, 1960er Jahre

### Standortwechsel nach Berlin
1951 verlegte Wilhelm Teutloff gegen den politischen Trend, aber unternehmerisch erfolgreich, den Firmensitz wieder nach Berlin – zuerst in die Wittelsbacherstraße und dann an den Kurfürstendamm. Bräuning & Co entwarf weiterhin Damenoberbekleidung (DOB), vor allem Mäntel und Kostüme, die nicht bei der Größe 42 aufhörten – alles mit modischem Chic und dennoch preisgünstig. In den 1960er Jahren arbeiteten 47 Beschäftigte und ca. 40 Zwischenmeisterbetriebe für die Firma. 75 % der Produktion stammten aus Zwischenmeisterbetrieben und 25 % aus den eigenen Werkstätten in Schöneberg und Neukölln. Als sich in der Bekleidungsindustrie der Konkurrenzdruck verstärkte, wurden Produktionsstandorte zunehmend in Niedriglohnländer verlegt. 1970 zog sich Wilhelm Teutloff aus dem aktiven Geschäftsleben zurück und löste die Firma auf.

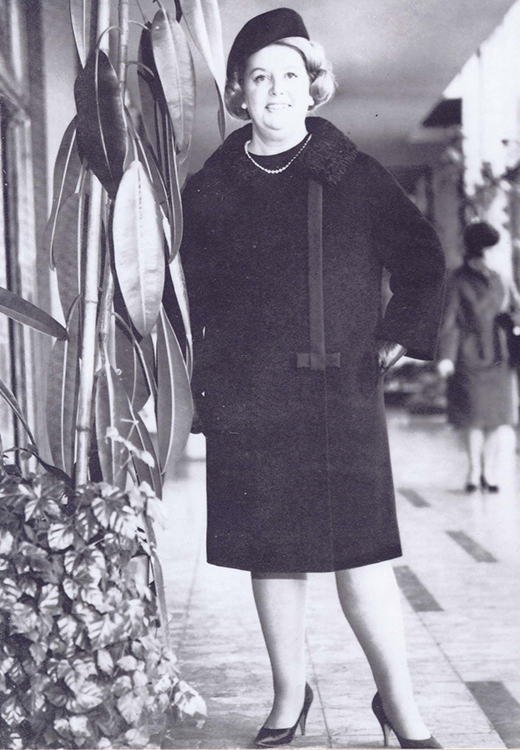
Foto: Modell mit Mantel/Persianerkragen, 1960er Jahre
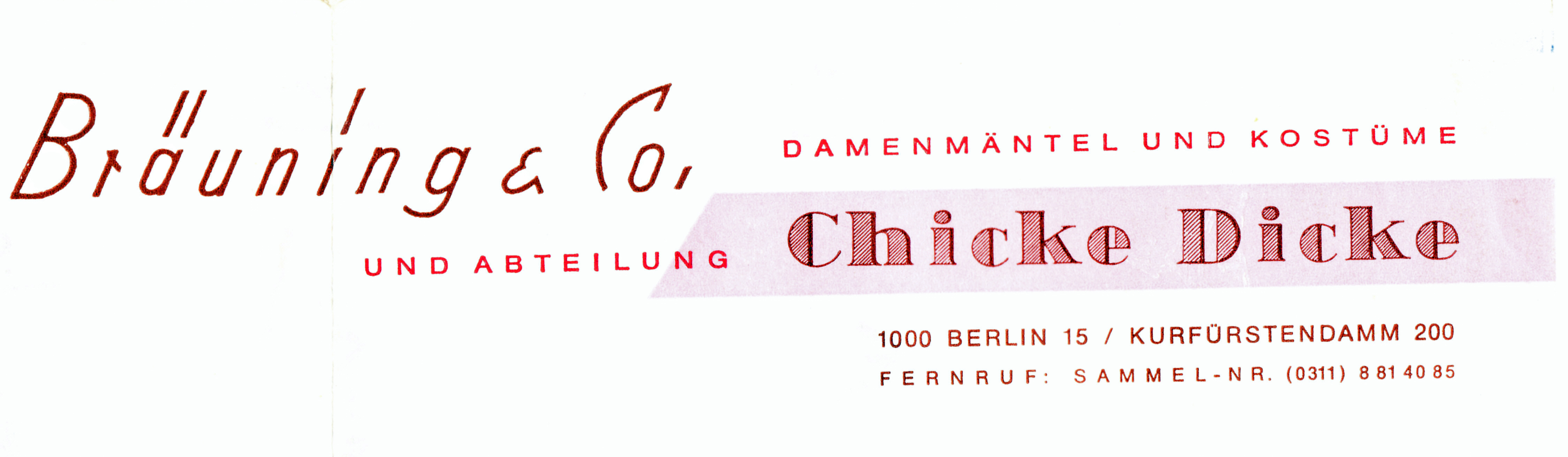
Firmenlogo Bräuning & Co, Werbekampagne "Chicke Dicke", 1950er-1960er Jahre
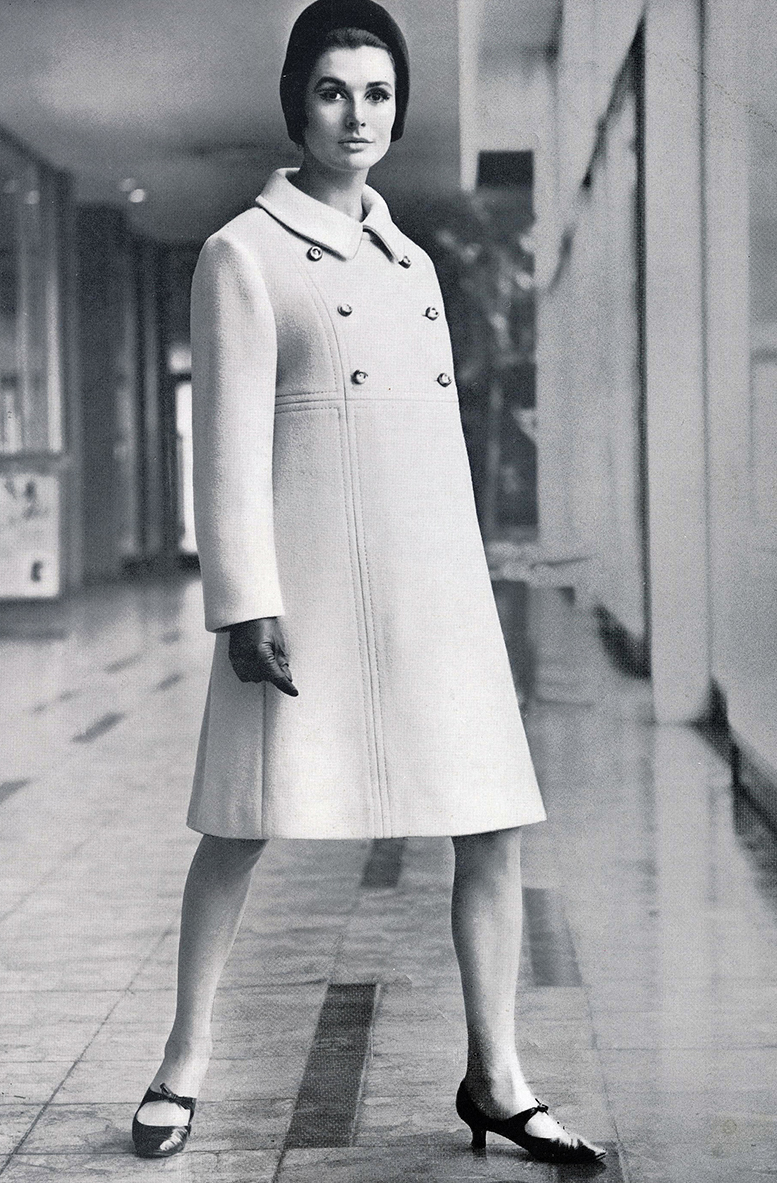
Foto: Modell mit Mantel, 1960er Jahre

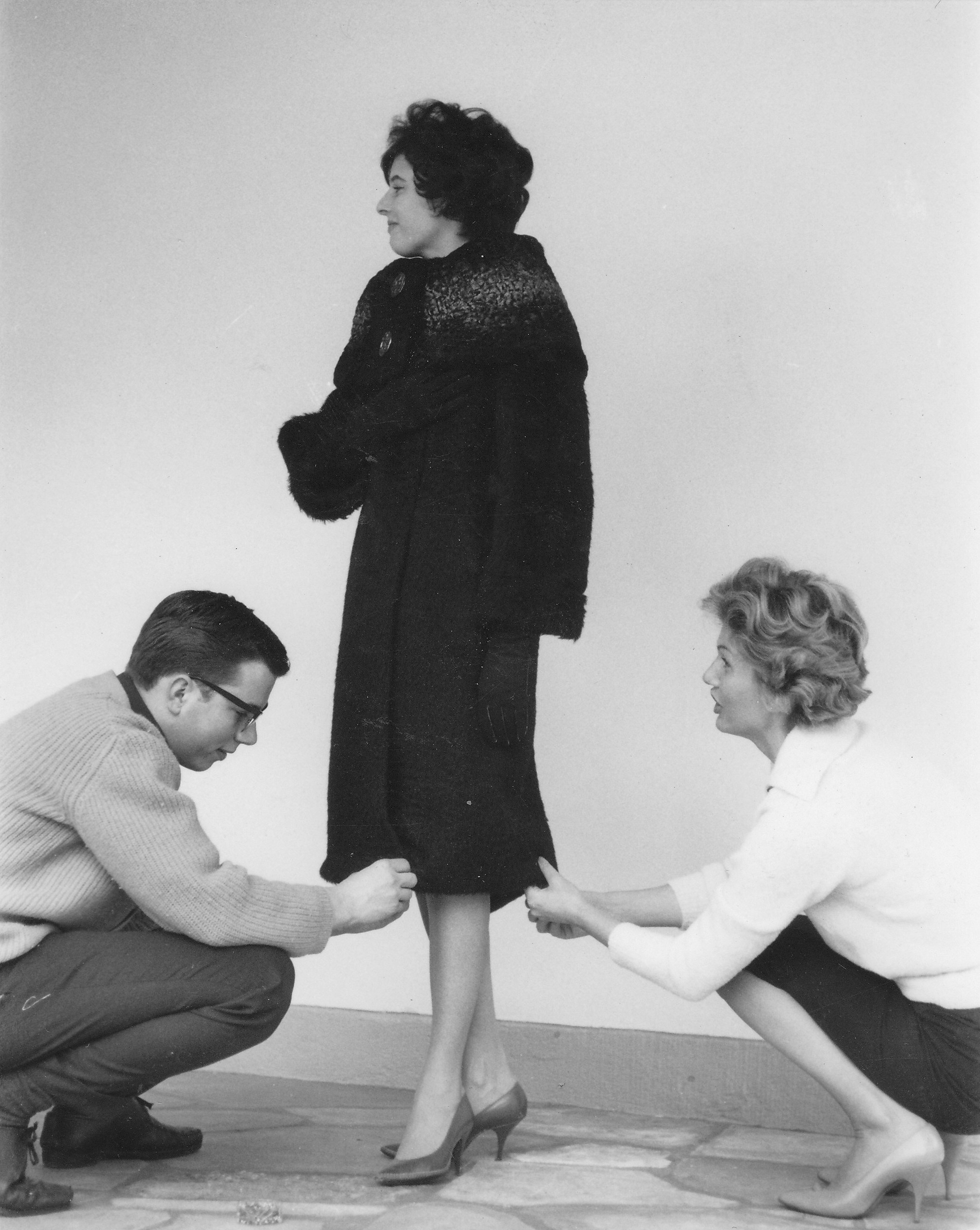
r. Irene Teutloff, l. Lutz Teutloff, Anprobe, 1950er Jahre

### Mode von Lutz Teutloff
1961 mit 22 Jahren trat sein Sohn Lutz nach der Ausbildung als Textilkaufmann in die väterliche Firma Bräuning & Co ein. Gemeinsam mit seiner Frau Gisela machte sich Lutz Teutloff 1969 mit der Firma „Teen 17“ – Mode für junge Mädchen – selbständig. 1975/76 vollzog er in seinem Unternehmen einen radikalen Wandel. Er begann mit seiner neuen Geschäfts- und Lebenspartnerin Hannelore Moeck einen Neustart in Bielefeld und ließ hochwertige, exklusive Mode anfertigen für den anspruchsvollen Fachhandel. Unter dem Motto „LOOK FOR THE BEST“ gab es nun sechs Mal im Jahr neue Kollektionen. Das Unternehmen wuchs Ende der 1980er Jahre auf über 100 Mitarbeiter und Mitarbeiterinnen. 1989 verkaufte Lutz Teutloff die Firma, um sich als Sammler und Galerist einer neuen Aufgabe zu widmen.

## Artikel
- Berlin-Brandenburgisches Wirtschaftsarchiv e.V.: Bräuning & Co., IHK Mitgliedsakte K 1/1/24835.
- Bräuning & Co. In: Die Berliner Wirtschaft 12/1962.
- Lutz Teutloff von „Teen 17“ zur anspruchsvollen Mode. In: Textilwirtschaft 9. Oktober 1986.
- Rath, Tione: Deutsche Designer Lutz Teutloff/Hannelore Moeck: Wir sind wieder wer. In: Die Welt 22. September 1980.
- Ruch, Christamaria: Kleider von der Stange und exklusive Einzelstücke. In: MAZ 3. November 2014.
- Wilhelm/Lutz Teutloff. In: Verband der Berliner Bekleidungsindustrie e.V.(Hrsg.): DOB Mode in Deutschland 1945 bis heute Berlin/Köln 1982.

## Ausstellung
- MODE DIE ANZIEHT. Eine Ausstellung im Modemuseum Schloss Meyenburg vom 1. November 2014 bis 30. Januar 2015.

| Personendaten    | Personendaten             |
| ---------------- | ------------------------- |
| NAME             | Teutloff, Friedrich Willy |
| KURZBESCHREIBUNG | deutscher Modeunternehmer |
| GEBURTSDATUM     | 3. April 1903             |
| STERBEDATUM      | 15. Mai 1992              |